# Obfelden
Obfelden is een gemeente en plaats in het Zwitserse kanton Zürich, en maakt deel uit van het district Affoltern.
Obfelden telt ca. 5300 inwoners (2017).